# Jesus He Knows Me
Jesus He Knows Me ist ein Lied der britischen Rockband Genesis, das im Oktober 1991 auf ihrem Studioalbum We Can’t Dance erschien und im Folgejahr als Single ausgekoppelt wurde.

## Entstehung und Veröffentlichung
Jesus He Knows Me wurde gemeinsam von den Genesis-Mitgliedern Tony Banks, Phil Collins und Mike Rutherford geschrieben und produziert. Bei der Produktion bekam die Band Unterstützung durch Robert Colby und Nick Davis. Das musikalische Arrangement des Liedes entstand zunächst unter dem Arbeitstitel Do the New Thing. Laut eines Interviews, das Collins im Rahmen der Dokumentation Genesis: No Admittance gab, lautete die erste Textzeile, der aus einer Improvisation heraus für dieses Lied schrieb, die spätere Refrainzeile: „Jesus, He knows me, and He knows I’m right“, die ihn auf die Idee brachte, einen satirischen Text über US-amerikanische Fernsehprediger (Televangelists) zu schreiben. Zum Zeitpunkt der Arbeiten an diesem Lied wurde gegen mehrere Fernsehprediger wie Jimmy Swaggart, Robert Tilton und Jim Bakker ermittelt, weil sie ihren Zuhörern finanziellen Erfolg versprachen, sofern sie ihnen Geld schickten und diese Spenden für den eigenen Bedarf zweckentfremdet hatten.
Die Erstveröffentlichung von Jesus He Knows Me erfolgte am 28. Oktober 1991 als Teil von We Can’t Dance bei Virgin Records (Katalognummer: GEN CD3 262 082), dem 14. Studioalbum von Genesis. Am 13. Juli 1992 erschien das Lied als vierte Singleauskopplung aus dem Album. Diese erschien als 7″-Single mit dem Non-Album-Track Hearts on Fire als B-Seite (Katalognummer: 115 486) sowie als CD-Maxi-Single, die um einen Remix zu I Can’t Dance von Ben Liebrand erweitert wurde (Katalognummer: 665 486). Eine weitere CD-Single erschien im Digipack und beinhaltete zusätzlich eine Aufnahme von Land of Confusion, die im Frühjahr 1992 während der Proben zu Genesis’ We Can’t Dance Tour entstanden war. Eine Liveaufnahme von Jesus He Knows Me erschien im November 1992 auf Genesis’ viertem Livealbum The Way We Walk.

## Inhalt
Der Text des Liedes handelt von einem Fernsehprediger, der in der Ich-Erzählung von sich behauptet, von Jesus auserwählt zu sein. Er ist ein richtiger Medienstar und verspricht seinen Zuschauern und Zuhörern, dass er die Lösung für deren Probleme sei. Dabei muss sein Zielpublikum nicht unbedingt direkt an Jesus oder gar an Gott glauben, es zählt nur der Glaube an den Prediger und dessen Worte. Mit dem Geld, das man ihm spendet, kann man auch sein Seelenheil kaufen. Was genau dies für den Prediger selbst bedeutet, hört man in der letzten Strophe: er hat sein Glück gefunden, denn er wird jeden Tag reicher.
Zwischendurch wird im Lied noch textlich dargestellt, dass der Prediger es mit dem Einhalten der zehn Gebote selbst nicht allzu genau nimmt. Er gibt an, an das traditionelle Familienbild zu glauben, aber seine liebende Ehefrau weiß nichts von seiner heimlichen Freundin und auch nichts über den Mann, mit dem er sich am vergangenen Abend getroffen hatte. Er selbst praktiziert also nicht das, was er predigt. Es wird deutlich, dass er ein Scharlatan ist, der im Fernsehen die heile Welt vorspielt und den Zuschauern nur das Geld aus der Tasche ziehen will, um sich selbst zu bereichern.

## Liveaufführungen
Jesus He Knows Me spielten Genesis 1992 auf jedem Konzert ihrer We Can’t Dance Tour. Eher ungewöhnlich für ein Genesis-Lied ab 1978 spielte bei den Liveaufführungen nicht Mike Rutherford, sondern Genesis-Tourgitarrist Daryl Stuermer die Leadgitarre, darunter ein Solo gegen Ende, während Rutherford Bass spielte.

## Musikvideo
Das Musikvideo zu Jesus He Knows Me entstand unter der Regie von James Yukich und zeigt Phil Collins in der Rolle eines skrupellosen Fernsehpredigers, der seinen luxuriösen Lebensstil mit den Spenden seiner Anhänger finanziert. Collins hat zugegeben, in dem Video gezielt den amerikanischen TV-Prediger Ernest Angley parodiert zu haben. In der BBC-Sendung Room 101 erzählte Collins, Angley sei von der Parodie geschmeichelt gewesen, habe jedoch nicht bemerkt, dass damit sein Beruf selbst aufs Korn genommen wurde. Der Eröffnungsmonolog, der für ein fiktives Szenario für den Videoclip gehalten wurde, basiert auf einer wahren Geschichte, die Angley früher in seiner Karriere erzählt hatte und die er 2013 erneut erzählte. In dem komödiantischen Video sind auch die Bandmitglieder Tony Banks und Mike Rutherford als Mitevangelisten verkleidet. Collins, in einen orangefarbenen Anzug gekleidet, stellt den Leiter der Fernsehmission Oasis of Faith dar und behauptet, der Herr hätte ihn damit beauftragt, dass er bis zum kommenden Wochenende 18 Millionen Dollar von seinen Zuschauern einsammelt. Während des letzten Refrains regnet es Geld in das Sendestudio und Bühnenarbeiter sammeln weiteres Geld vom Publikum in Körben und Schubkarren ein und erreichen so ihr Ziel. Als das Lied ausklingt, predigt Collins weiter, bevor er, wie bereits am Schluss des Musikvideos zu I Can’t Dance, von Rutherford und Banks aus dem Bild gezerrt wird.
Im Video sieht man im Studiopublikum Leute, die ein Schild mit der Aufschrift „Genesis 3:25“ hochhalten. Dabei handelt es sich nicht um das biblische Buch Genesis, sondern um die Tatsache, dass die Band zu diesem Zeitpunkt bereits seit 25 Jahren existierte und die meiste Zeit ihres Bestehens aus drei Mitgliedern bestand. Das dritte Kapitel des Buch Genesis hat in Wirklichkeit nur 24 Verse.
In der Originalversion des Videos wurde die im Liedtext erwähnte „gebührenfreie Nummer“ als 1-555-GEN-ESIS angezeigt. Dies wurde in späteren Schnitten des Videos durch einen Bildlaufbalken verdeckt (die Vorwahl 555 steht eigentlich keiner bekannten gebührenfreien Telefonnummer voran.)
Bei den BRIT Awards 1993 wurde das Musikvideo in der Kategorie British Video of the Year nominiert, verlor jedoch gegen jenes zu Stay von Shakespears Sister.

## Rezeption

### Preise
Jesus He Knows Me wurde 1993 mit einem BMI Pop Award ausgezeichnet, bei dem die Liedtexter, Komponisten und Musikverleger des Liedes geehrt wurden.

### Verwendung in Medien
Jesus He Knows Me war 1996 in dem Film Am achten Tag von Jaco Van Dormael zu hören. Außerdem sollte das Lied ursprünglich 1995 in der Episode Bart verkauft seine Seele der Zeichentrickserie Die Simpsons verwendet werden, da jedoch die Produzenten der Serie die Nutzungsrechte nicht erwerben konnten, wurde stattdessen In-A-Gadda-Da-Vida von Iron Butterfly verwendet.

## Chartplatzierungen
Jesus He Knows Me avancierte zum Top-10-Erfolg in Kanada (Rang 10) und verzeichnete zudem Top-20-Erfolge in Belgien-Flandern (Rang 18),, Deutschland (Rang 13) den Niederlanden (Rang 11) und dem Vereinigten Königreich (Rang 20).
| ChartsChartplatzierungen       | Höchstplatzierung | Wochen |
| ------------------------------ | ----------------- | ------ |
| Deutschland (GfK)              | 13 (19 Wo.)       | 19     |
| Österreich (Ö3)                | 26 (2 Wo.)        | 2      |
| Vereinigte Staaten (Billboard) | 23 (20 Wo.)       | 20     |
| Vereinigtes Königreich (OCC)   | 20 (7 Wo.)        | 7      |

| ChartsJahrescharts (1992) | Platzierung |
| ------------------------- | ----------- |
| Deutschland (GfK)         | 74          |

## Coverversion
- 2023: Ghost[26]